# Forsaken (Band)
Forsaken ist eine Epic-Doom-Band aus Malta. 

## Geschichte
Die Gruppe wurde im September 1990 unter dem Namen Blind Alley gegründet, allerdings änderten die Musiker nach dem Einstieg ihres Bassisten Albert Bell im Juli 1991 den Namen in Forsaken.
Kurz nach ihrem ersten Konzert im September 1991 nahm man mit Requiem ein erstes Demo auf, dem im Juli 1992 eine 7" EP mit dem Titel Virtues of Sanctity auf Arkham Records folgte. In den Jahren 1992 bis 1993 konzentrierte man sich mehr auf Liveaktivitäten und steuerte zu einer kleinen Malteser CD-Kompilation zwei Titel bei, bevor es mit der Veröffentlichung des Debüts Evermore im Februar 1997 auf dem ehemaligen Malteser Label Storm Records weiterging, welches im Februar 2006 auf einer Doppel-LP über Immortal Vinyl Records erneut veröffentlicht wurde.
Im Januar 2001 verstarb der langjährige Gitarrist der Band Daniel Magri. Gemäß seinem Wunsch machte die Band weiter und nahm kurz darauf an einem Black-Sabbath-Tributesampler teil.
Es folgten die Veröffentlichungen einer EP und zweier Alben auf Golden Lake Productions aus Schottland und von Anima Mundi und Iconoclast auf einer Doppel-LP über Immortal Vinyl Records, sowie Auftritte bei den beiden Festivals Doom Shall Rise 2003, Headbangers Open Air 2004 und dem Keep It True 2005. Im März 2006 wurde auch das Album Dominaeon als Doppel-LP veröffentlicht. Mit After the Fall 2009 und Pentateuch 2017  blieb die Band weiterhin sporadisch aktiv.

## Stil
Musikalisch bewegt sich die Gruppe eng am Epic Doom von Gruppen wie Candlemass. Inhaltlich reflektieren die Texte der Gruppe die maltesische Kultur sowie ihren katholischen Glauben.

## Diskografie
- 1997: Evermore
- 2003: Iconoclast (EP)
- 2004: Anima Mundi
- 2005: Dominaeon
- 2009: After The Fall
- 2017: Pentateuch